# Министр колоний Великобритании
Министр колоний Великобритании или Государственный секретарь по делам колоний (англ. Secretary of State for the Colonies) — бывшая министерская должность кабинета министров Соединенного королевства, отвечающим за управление Британской империей.

## История
Впервые эта должность была создана в 1768 году для решения проблем, связанных со всё более беспокойными североамериканскими колониями, после принятия законов Таунсенда. Ранее колониальные обязанности выполняли совместно лорды торговли и плантаций и государственный секретарь Южного департамента, который отвечал за Ирландию, американские колонии и отношения с католическими и мусульманскими государствами Европы, а также нёс совместную ответственность за внутренние дела с государственным секретарём Северного департамента. Совместная ответственность продолжалась при министре колоний, но привела к уменьшению статуса совета, и он стал дополнением к ведомству нового министра.
После потери американских колоний 2 мая 1782 года король распустил и Совет, и недолговечную министерскую должность, обе должности были позднее упразднены Законом о цивильном листе и деньгах секретных служб 1782 года (22 Geo. 3, c 82). После этого колониальные обязанности были переданы министру внутренних дел, а затем лорду Сиднею. После Парижского договора 1783 года новый совет, названный Комитетом Совета по торговле и плантациям (позже известный как «Первый комитет»), был создан под руководством Уильяма Питта Младшего королевским указом в совете в 1784 году. В 1794 году для Генри Дандаса была создана новая должность — военного министра, который теперь отвечал за колонии, а в 1801 году был переименован в министра по военным и колониальным делам. В 1854 году военные реформы привели к тому, что колониальные и военные обязанности этого министра были разделены на две отдельные должности, а сэр Джордж Грей стал первым министром колоний в соответствии с новым соглашением.
Во второй половине XIX века Великобритания получила контроль над рядом территорий со статусом «протектората». Министерская ответственность за эти территории первоначально возлагалась на министра иностранных дел. Однако к началу XX века ответственность за каждую из этих территорий также была передана министру колоний. Подмандатные территории Лиги Наций, приобретенные в результате Версальского договора 1919 года, стали ещё одной обязанностью министерства колоний после Первой мировой войны.
В 1925 году часть министерства колоний была выделена в министерство по делам доминионов со своим министром. Новое ведомство отвечало за отношения с Доминионами вместе с небольшим количеством других территорий (в первую очередь с Южной Родезией).
В течение двадцати лет после окончания Второй мировой войны большая часть Британской империи была демонтирована, поскольку её различные территории получили независимость. Как следствие, в 1966 году Министерство колоний было объединено с Министерством по делам Содружества (которое до 1947 года было министерством по делам доминионов) и образовало Министерство по делам Содружества, а министерская ответственность была передана министру по делам Содружества (ранее известному как министр по отношениям с Содружеством). В 1968 году Министерство по делам Содружества было включено в состав Министерства иностранных дел, которое было переименовано в Министерство иностранных дел и по делам Содружества (МИДС).
Министр колоний никогда не отвечал за провинции и княжества Индии, у которых был свой министр.
С 1768 года по 1966 год министра поддерживал заместитель министра колоний (иногда заместитель министра по военным и колониальным делам), а в последнее время — государственный министр.

## Список министров
- 1892—1897 — Роберт Генри Мид[англ.]
- 191?—191? — Уинстон Черчилль